# 국제형사재판소에 관한 로마 규정

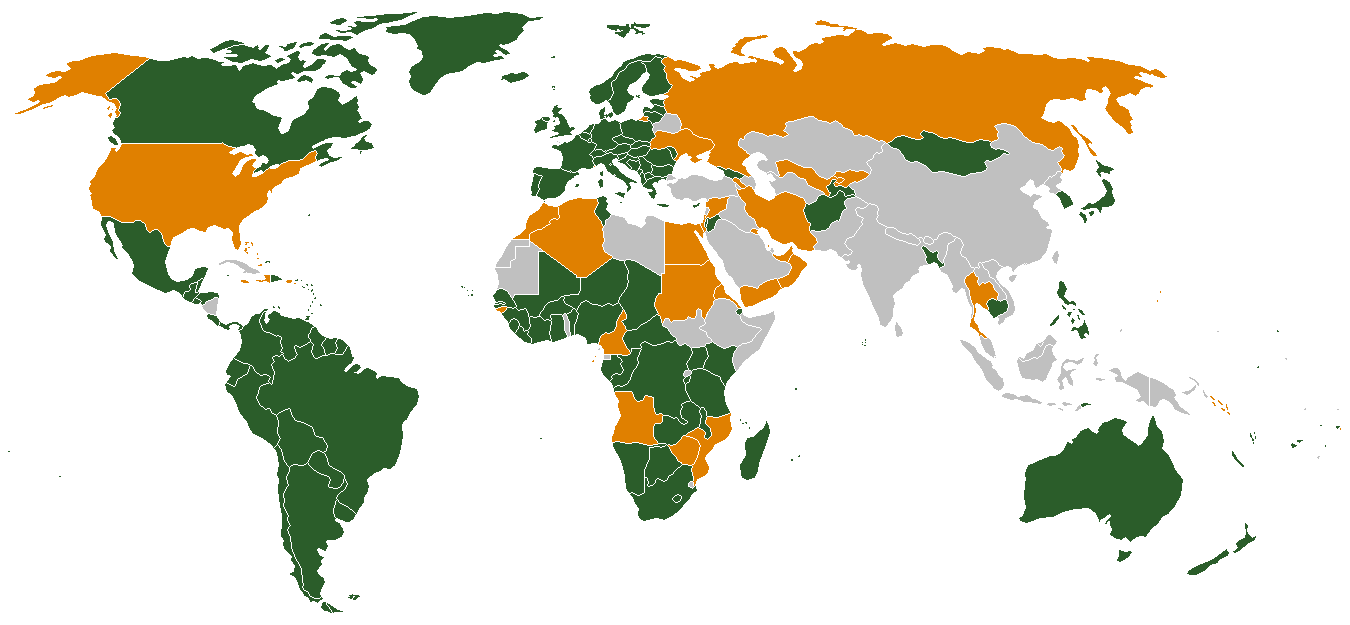
2012년 7월 1일 현재 로마규정 가입국(녹색)

국제형사재판소에 관한 로마규정(Rome Statute of the International Criminal Court)은 국제범죄에 대한 형사처벌을 하기 위해 설립된 국제 형사 재판소의 관할권을 인정하기 위한 다자조약이다. 보통 로마규정이라고 부르기도 한다.
1998년 7월 17일 로마에서 채택되어 2002년 7월 1일 발효되었다. 한국은 2000년 3월 8일에 서명하고, 2002년 11월 8일 제234회 국회 제14차 본회의에서 비준하였다.

## 역사
원래 국제법 위반행위는 민사책임이 원칙이지, 형사처벌은 없었다. 제2차 세계대전 등에서 "임시국제형사재판소"를 세워 전범들을 형사처벌한 사례가 좀 있을 뿐, 국제법 위반은 원칙적으로 민사책임이었는데, 로마규정에 의해 드디어 전 세계를 관할권으로 두는 "상설국제형사재판소"가 설립된 것이다.
따라서, 전범의 경우, 예전에는 제2차 세계대전의 독일군은 뉘른베르크 재판, 태평양 전쟁의 일본군은 극동 국제 군사 재판 등의 "임시" 재판소를 세워서 형사처벌했으나, 앞으로는 "상설" 재판소인 ICC가 모든 전범을 형사처벌하게 된다.

### 역대 임시국제형사재판소
- 뉘른베르크 재판 · 극동 국제 군사 재판 · 하바롭스크 전범 재판 · 구유고슬라비아 국제형사재판소
- 르완다 국제형사재판소 · 시에라리온 특별법원 · 캄보디아 재판소 비상 회의 · 레바논 특별법정

## 내용
국제형사재판소의 관할범죄는 국제공동체 전체의 관심사인 가장 중대한 범죄에 한정되어, 집단살해죄, 인도에 반한 죄, 전쟁범죄, 침략범죄에 대해서만 관할권을 갖는다.(5조 1항) 개인만 처벌하며 국가책임은 묻지 않는다.(25조)
국제형사재판소의 관할범죄에 대하여는 어떠한 시효도 적용되지 아니하며,(29조) 로마규정이 발효하기 전의 행위에 대하여 이 규정에 따른 형사책임을 지지 아니한다.(24조 1항)
비가입국에 대해서도 유엔 안보리가 수사를 요구하면, 국제형사재판소에 관할권이 생긴다.(13조) 2011년 리비아의 카다피에 대해 유엔 안보리가 수사를 요구하는 결의를 했다. 유엔 안보리의 소추에 의해 ICC에 관할권이 생긴 것은 수단에서 일어난 다르푸르 분쟁에 이어 리비아가 두 번째다.

## 같이 보기
- 국제형사재판소 (ICC)
- 오디세이 새벽 작전